# Tigridia alpestris
Tigridia alpestris är en irisväxtart som beskrevs av Elwood Wendell Molseed. Tigridia alpestris ingår i släktet Tigridia och familjen irisväxter.

## Underarter
Arten delas in i följande underarter:
- T. a. alpestris
- T. a. obtusa